# Alfred Hitchcock: The Final Cut
Alfred Hitchcock: The Final Cut est un jeu vidéo d'aventure en pointer-et-cliquer développé par Arxel Tribe et édité par Ubisoft, sorti en 2002 sur Windows.

## Accueil
- Adventure Gamers : 1,5/5[1]
- Jeuxvideo.com : 14/20[2]